# Sainte-Anne-sur-Gervonde
Sainte-Anne-sur-Gervonde este o comună în departamentul Isère din sud-estul Franței. În 2009 avea o populație de 584 de locuitori.

## Evoluția populației
| An        | 1975 | 1982 | 1990 | 1999 | 2006 | 2009 |
| --------- | ---- | ---- | ---- | ---- | ---- | ---- |
| Populație | 270  | 283  | 337  | 399  | 537  | 584  |